# Olympische Sommerspiele 1908/Turnen
Bei den IV. Olympischen Spielen 1908 in London fanden zwei Wettbewerbe im Gerätturnen statt. Austragungsort war das White City Stadium.

## Medaillenspiegel
| Platz | Land                    | Gold | Silber | Bronze | Gesamt |
| ----- | ----------------------- | ---- | ------ | ------ | ------ |
| 1     | Königreich Italien      | 1    | –      | –      | 1      |
| 1     | Schweden                | 1    | –      | –      | 1      |
| 3     | Großbritannien          | –    | 1      | –      | 1      |
| 3     | Norwegen                | –    | 1      | –      | 1      |
| 5     | Großfürstentum Finnland | –    | –      | 1      | 1      |
| 5     | Frankreich              | –    | –      | 1      | 1      |

## Ergebnisse

### Einzelmehrkampf
| Platz | Land | Sportler         | Punkte |
| ----- | ---- | ---------------- | ------ |
| 1     | ITA  | Alberto Braglia  | 317,0  |
| 2     | GBR  | Walter Tysall    | 312,0  |
| 3     | FRA  | Louis Ségura     | 297,0  |
| 4     | GER  | Curt Steuernagel | 273,5  |
| 5     | GER  | Friedrich Wolf   | 267,0  |
| 6     | GBR  | Samuel Hodgetts  | 265,0  |
| 7     | FRA  | Marcel Lalu      | 258,75 |
| 8     | FRA  | Robert Diaz      | 258,5  |

Datum: 14. und 15. Juli 1908
Am Einzelmehrkampf nahmen laut offiziellem Bericht 97 Turner aus zwölf Ländern teil; möglicherweise waren es aber sogar 115 Turner. Geturnt wurde an fünf Geräten (Reck, Barren, feste Ringe, fliegende Ringe und Pauschenpferd), wobei am Reck zwischen Schwungübungen und statischen Übungen unterschieden wurde. An diesen Geräten musste eine zwei Minuten dauernde Kürübung gezeigt werden, die von drei Kampfrichtern beurteilt wurden, welche bis zu 24 Punkte vergeben konnten. Dazu kam noch das Tauhangeln, bei dem es für hochgekletterte 18 inches (45,72 cm) je einen halben Punkt gab.

### Mannschaftsmehrkampf
| Platz | Land | Sportler | Punkte |
| ----- | ---- | --- | ------ |
| 1     | SWE  | Gösta Åsbrink, Carl Bertilsson, Hjalmar Cedercrona, Andreas Cervin, Rudolf Degermark, Carl Folcker, Sven Forssman, Erik Granfelt, Carl Hårleman, Hugo Jahnke, Johan Jarlén, Nils Robert Hellsten, Gunnar Höjer, Arvid Holmberg, Carl Holmberg, Oswald Holmberg, Gustaf Johnsson, Rolf Johnsson, Sven Landberg, Olle Lanner, Axel Ljung, Nils von Kantzow, Osvald Moberg, Carl Norberg, Erik Norberg, Tor Norberg, Axel Norling, Daniel Norling, Gustaf Olson, Leonard Peterson, Sven Rosén, Gustaf Rosenquist, Axel Sjöblom, Birger Sörvik, Haakon Sörvik, Karl-Johan Svensson, Karl-Gustaf Vingqvist, Nils Widforss                                                                              | 438    |
| 2     | NOR  | Arthur Amundsen, Carl Albert Andersen, Otto Authén, Hermann Bohne, Trygve Bøyesen, Oskar Bye, Conrad Carlsrud, Sverre Grøner, Harald Halvorsen, Harald Hansen, Peter Hol, Eugen Ingebretsen, Ole Iversen, Per Jespersen, Sigurd Johannessen, Nicolai Kiær, Carl Klæth, Thor Larsen, Rolf Lefdahl, Hans Lem, Anders Moen, Frithjof Olsen, Carl Alfred Pedersen, Paul Pedersen, Sigvard Sivertsen, John Skrataas, Harald Smedvik, Andreas Strand, Olaf Syvertsen, Thomas Thorstensen | 425    |
| 3     | FIN  | Eino Forsström, Otto Granström, Johan Kemp, Iivari Kyykoski, Heikki Lehmusto, John Lindroth, Edvard Linna, Yrjö Linko, Edvard Linna, Matti Markkanen, Kalle Mikkolainen, Veli Nieminen, Kalle Kustaa Paasia, Arvi Pohjanpää, Aarne Pohjonen, Eino Railio, Ale Riipinen, Arno Saarinen, Einar Sahlstein, Aarne Salovaara, Torsten Sandelin, Elis Sipilä, Viktor Smeds, Kaarlo Soinio, Kurt Stenberg, Väinö Tiiri, Magnus Wegelius | 405    |
| 4     | DEN  | Carl Andersen, Hans Bredmose, Jens Chievitz, Arvor Hansen, Christian Hansen, Ingvardt Hansen, Einar Hermann, Knud Holm, Poul Holm, Oluf Husted-Nielsen, Charles Jensen, Gorm Jensen, Hendrik Johansen, Harald Klem, Robert Madsen, Vigo Meulengracht Madsen, Lukas Nielsen, Oluf Olsson, Niels Petersen, Nicolai Philipsen, Henrik Rasmussen, Viktor Rasmussen, Marius Thuesen, Niels Turin Nielsen | 378    |
| 5     | FRA  | Léon Bogart, Albert Borizée, Henri Debreyne, Nicolas Constant, Charles Courtois, Louis Delattre, Alfred Delescluse, Louis Delescluse, Georges Demarle, Joseph Derou, Charles Desmarcheliers, Camille Desmarcheliers, Édmond Dharancy, Georges Donnet, Émile Duhamel, Albert Duponchelle, Paul Durin, Alphonse Eggremont, G. Guiot, Léon Hennebicque, Hubert Hubert, Désiré Hudelo, Edmond Labitte, Louis Léstienne, Raymond Lis, Victor Magnier, Georges Nys, Louis Poppe, Joseph Parent, Alphonse Pinoy, Victor Polidori, Gustave Pottier, Louis Sandray, Édouard Schmoll, Émile Steffe, Émile Vercruysse, Hugo Vergin, Ernest Vicogne, Jules Walmée, Gustave Warlouzet                          | 319    |
| 6     | ITA  | Alfredo Accorsi, Nemo Agodi, Umberto Agliorini, Adriano Andreani, Vincenzo Blo, Flaminio Bottoni, Bruto Buozzi, Giovanni Bonati, Pietro Borsetti, Adamo Bozzani, Gastone Calabresi, Carlo Celada, Tito Collevati, Antonio Cotichini, Guido Cristofori, Stanislao Di Chiara, Giovanni Gasperini, Amedeo Marchi, Carlo Marchiandi, Ettore Massari, Roberto Nardini, Gaetano Preti, Decio Pavani, Gino Ravenna, Massimo Ridolfi, Gustavo Taddia, Giannetto Termanini, Ugo Savonuzzi, Gioacchino Vaccari | 316    |
| 7     | NED  | Cornelus Becker, Michel Biet, Reinier Blom, Jan de Boer, Jan Bolt, Emanuel Brouwer, Constantijn van Daalen, Johann Flemer, Johannes Göckel, Isidore Goudeket, Dirk Janssen, Jan Jacob Kieft, Salomon Konijn, Herman van Leeuwen, Abraham Mok, Abraham d’Oliveira, Johannes Posthumus, Johan Schmitt, Jonas Slier, Johannes Stikkelman, Hendricus Thijsen, Gerardus Wesling, | 297    |
| 8     | GBR  | Percy Baker, William Barrell, Robert Bonney, Henry Cattley, Mellor Clay, Edward Clough, James Cotterell, William Cowhig, George Cullen, Frank Denby, Herbert Drury, W. Fitt, Harry Gill, Arthur Harley, Albert Hawkins, Walter Hoare, J. A. Horridge, Henry Huskinson, J. W. Jones, Edward Justice, Norman Tatham, Robert Laycock, W. Manning, Robert McGaw, John McPhail, W. G. Merrifield, Charles Oldaker, Tom Parkin, G. Parrott, E. Parsons, Edward Richardson, Irven Robertshaw, George Ross, David Scott, J. F. Simpson, Walter Skeeles, Joshua Speight, Bertie Stell, Charles Sederman, William Titt, Charles Vigurs, Enos Walton, H. Waterman, Edgar Watkins, John Whitaker, F. Whitaker | 196    |

Datum: 14. bis 16. Juli 1908
Der Mannschaftsmehrkampf bestand aus einer 30 Minuten dauernden Gruppenübung mit und ohne Turngeräte. Es waren acht Mannschaften mit insgesamt 254 Turnern am Start. Eine Mannschaft musste aus mindestens 16 und maximal 40 Turnern bestehen. Jeder der drei Kampfrichter vergab bis zu 160 Punkte (40 für das Auftreten, 60 für die Ausführung und 60 für die Schwierigkeit). Für die Wertung berücksichtigt wurden Stil, Schwierigkeit, Vielseitigkeit und Gesamteindruck.